# Edwin J. Collins
Edwin Joseph Collins (Cheltenham, 1875 – 14 gennaio 1937) è stato un regista britannico.

## Filmografia
- Caught in His Own Net (1912)
- Nan in Fairyland (1912)
- The Bandit's Daughter (1912)
- Blackmail (1912)
- The Hearts of Men (1912)
- The Sixth Commandment (1912)
- Constable Smith in Command (1912)
- The Patched Coat (1912)
- Constable Smith on the Warpath (1912)
- A Country Lass (1912)
- The Farmer's Daughter (1912)
- Cold Steel (1912)
- Out of the Past (1912)
- Constable Smith and the Magic Baton (1912)
- Turning the Tables (1912)
- Pursued by Priscilla (1912)
- Not Such a Fool (1912)
- Jones' Mistake (1912)
- The Stolen Violin (1912)
- He Attended the Meeting (1913)
- A Tale of Two Tables (1913)
- How Cecil Played the Game (1913)
- PC Nabbem and the Anarchists (1913)
- A Newsboy's Christmas Dream (1913)
- His Wonderful Lamp (1913)
- Land and Sea (1913)
- In the Smuggler's Grip (1913)
- Nabbem Joins the Force (1913)
- Time Flies (1913)
- Revenge Is Sweet (1913)
- An Island Romance (1913)
- Wooing Auntie (1913)
- Social Aspirations (1913)
- The Smuggler's Daughter (1913)
- The Postman (1913)
- The Jailbird (1913)
- The Adventures of a Bad Shilling (1913)
- The Scapegrace (1913)
- A Fishy Story (1913)
- A Sporting Chance (1913)
- A Broken Life (1913)
- Oh! My Aunt (1913)
- From the Depths (1913)
- Won by a Child (1913)
- All's Well That Ends Well (1913)
- The Sport of Fate (1913)
- The Diamond Star (1913)
- Constable Coppem and the Spy Peril (1914)
- Aubrey's Birthday (1914)
- Ah! Ah!! Tishoo!!! (1914)
- The New Dentist (1914)
- Swanker and the Witch's Curse (1914)
- One Winter's Night (1914)
- The Grip of the Past (1914)
- For the Honour of Belgium (1914)
- The Pursuit of Venus (1914)
- Swanker Meets His Girl (1914)
- Auntie's Dilemma (1914)
- A Hair-Raising Episode in One Splash (1914)
- Whose Baby? (1914)
- Eugene Aram (1914)
- Bertie Buys a Caretaker (1914)
- A Daughter of Satan (1914)
- A Double Exposure (1914)
- Meddlesome Mike (1914)
- PC Nabbem and the Coiners (1914)
- Percy Attends a Masquerade (1914)
- Selina's Flight for Freedom (1914)
- The Electric Doll (1914)
- They All Want a Girl (1914)
- Non-Suited (1914)
- No Cure Like Father's (1914)
- When the Ink Ran Out (1914)
- Asking for Trouble (1914)
- A Kiss, Nearly (1914)
- Snuffy Stuff, Snuff (1914)
- Sniffkins Detective and the Missing Cigarette Cards (1914)
- Mad Mokes and Motors (1915)
- Which Is Witch? (1915)
- Boots? Not 'Arf! (1915)
- Dream Bad, Luck Ditto (1915)
- Left in the Lurch (1915)
- Young Nick at the Picnic (1915)
- Puss and Boots (1915)
- Tough Nuts and Roughs (1915)
- The Silence of Jasper Holt (1915)
- Dowell's Duels (1915)
- Well I'm (1915)
- Fickle Flo's Flirtation (1915)
- Two of a Suit (1915)
- Going! Going!! Gone!!! (1915)
- P'raps, P'raps Not (1915)
- Nobbling the Bridge (1915)
- Love and Spanish Onions (1915)
- Watch Your Watch (1915)
- Bosh! (1915)
- Spoof for Oof (1915)
- Nabbed! (1915)
- The Devil to Pay (1915)
- A Fluke in the 'Fluence (1915)
- Odd Man Out (1915)
- John Pawkson's Brutality (1915)
- Many Happy Returns (1916)
- All Stars (1916)
- Doing His Bit (1916)
- £66.13.9 ¾ for Every Man, Woman and Child (1916)
- Blood Tells; or, The Anti-Frivolity League (1916)
- Boots from Bootle (1916)
- Rays That Erase (1916)
- On the Carpet (1916)
- A Deuce of a Girl (1916)
- Tom Jones (1917)
- The Blind Boy (1917)
- Rations (1918)
- God and the Man (1918)
- In the Gloaming (1919)
- The Starting Point (1919)
- Calvary (1920)
- Foul Play (1920)
- The Channings (1920)
- Hard Cash (1921)
- Stella (1921)
- Miss Charity (1921)
- The God in the Garden (1921)
- Single Life (1921)
- Esmeralda (1922)
- Tense Moments from Opera (1922)
- Tense Moments from Great Plays (1922)
- Quitter Grant (1922)
- Pluck v. Plot (1922)
- Won by Warr (1922)
- The Green Caravan (1922)
- Sal Grogan's Face (1922)
- The Parson's Fight (1922)
- The Lights o' London (1922)
- Don Juan (1922)
- Il trovatore (1922)
- Samson and Delilah (1922)
- The Lady of the Camellias (1922)
- Jane Shore (1922)
- The Taming of the Shrew (1923)
- A Gamble with Hearts (1923)